# Erythroxylum buxifolium
Erythroxylum buxifolium är en tvåhjärtbladig växtart som beskrevs av Jean-Baptiste de Lamarck. Erythroxylum buxifolium ingår i släktet Erythroxylum och familjen Erythroxylaceae. Inga underarter finns listade i Catalogue of Life.